# Deep Purple (album)
Deep Purple jest trzecim albumem studyjnym zespołu Deep Purple, wydanym w czerwcu 1969 przez Tetragrammaton w USA a w listopadzie 1969 przez Harvest Records w Wielkiej Brytanii.

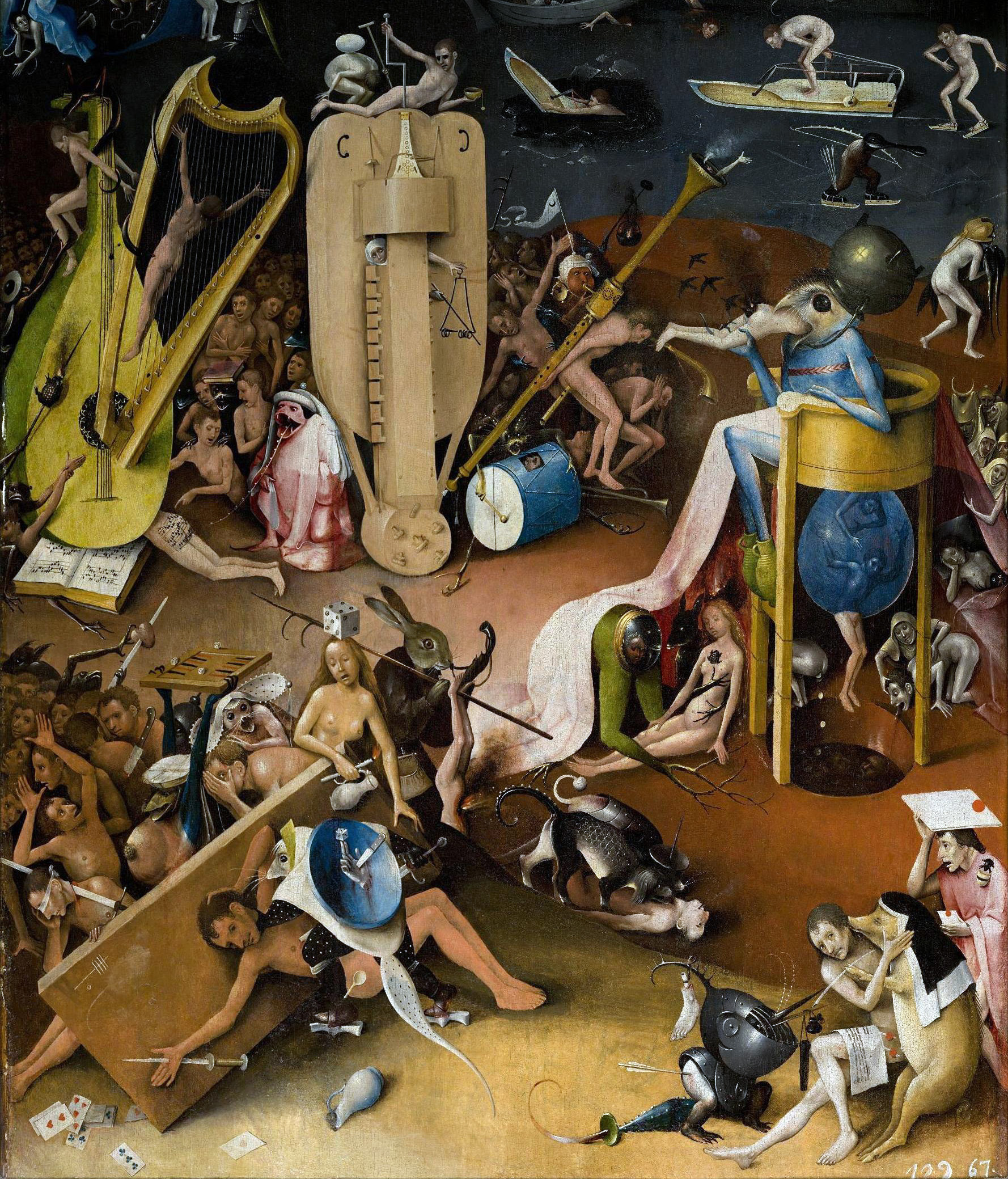
Detal Ogród rozkoszy ziemskich Boscha widoczny na okładce

## Lista utworów
| 1.  | „Chasing Shadows” (Lord, Paice)                                | 5:34  |
|     |                                                                |       |
| 2.  | „Blind” (Lord)                                                 | 5:26  |
|     |                                                                |       |
| 3.  | „Lalena” (Donovan)                                             | 5:05  |
|     |                                                                |       |
| 4.  | „Fault Line” (Blackmore, Lord, Paice, Simper)                  | 1:46  |
|     |                                                                |       |
| 5.  | „The Painter” (Blackmore, Evans, Lord, Paice)                  | 3:51  |
|     |                                                                |       |
| 6.  | „Why Didn't Rosemary?” (Blackmore, Evans, Lord, Paice, Simper) | 5:04  |
|     |                                                                |       |
| 7.  | „Bird Has Flown” (Blackmore, Evans, Lord)                      | 5:36  |
|     |                                                                |       |
| 8.  | „April” (Blackmore, Lord)                                      | 12:10 |
|     | Utwory bonusowe na wydaniu CD                                  |       |
| 9.  | „The Bird Has Flown” (wersja alternatywna)                     | 2:54  |
|     |                                                                |       |
| 10. | „Emmaretta” (Blackmore, Evans, Lord) (singel)                  | 3:00  |
|     |                                                                |       |
| 11. | „Emmaretta” (sesja nagraniowa BBC)                             | 3:09  |
|     |                                                                |       |
| 12. | „Lalena” (sesja nagraniowa BBC)                                | 3:33  |
|     |                                                                |       |
| 13. | „The Painter” (sesja nagraniowa BBC)                           | 2:18  |
|     |                                                                |       |
|     |                                                                | 59:26 |
|     |                                                                |       |

## Skład zespołu
- Rod Evans – śpiew
- Ritchie Blackmore – gitara
- Jon Lord – Organy Hammonda, instrumenty klawiszowe, śpiew
- Nick Simper – gitara basowa, śpiew
- Ian Paice – perkusja